# PSR J1719−1438
PSR J1719−1438 — миллисекундный пульсар с периодом вращения 5,8 мс, наблюдаемый в созвездии Змея и расположенный на расстоянии около 4000 световых лет от Земли. Он был обнаружен при помощи австралийского радиотелескопа Паркс. Пульсар обладает огромной плотностью: при массе в 1,4—1,5 солнечных он имеет диаметр ~20 км. Вокруг звезды обращается планета с необычными характеристиками.

## Планетная система
Наблюдения британского телескопа Лавелл и телескопа Кек на Гавайях показали, что вокруг PSR J1719−1438 обращается объект, по массе сравнимый с Юпитером, но с диаметром около 60 000 км(для сравнения: диаметр Юпитера — 142 800 км). Он обращается вокруг пульсара на расстоянии около 0,004 а.е. и совершает полный оборот за 2 часа 10 минут. По расчётам, его средняя плотность составляет около 23 г/см³, то есть он намного плотнее газовых гигантов. По словам учёных, скорее всего это бывший белый карлик, с которого пульсар «перетянул» около 99,9 % вещества, оставив только его сверхплотное ядро и превратив его в экзотическую планету. Высокое содержание углерода и других тяжёлых элементов, а также высокая средняя плотность объекта, по мнению астрономов, может означать то, что эта планета, вероятно, представляет собой гигантский алмаз.